# Ärztlicher Verein zu Lübeck
Der Ärztliche Verein zu Lübeck wurde am 23. Oktober 1809 in Lübeck gegründet und ist der älteste ärztliche Berufsverband in Deutschland.

## Geschichte
Entstehungsgeschichtlich hat der Ärztliche Verein zu Lübeck zwei Wurzeln, einmal die ärztliche Lesegesellschaft, die 1805 noch vor Gründung des Vereins eingerichtet wurde, und zum anderen die Auswirkungen der Schlacht bei Lübeck 1806 und der Umgang mit den etwa 3000 Toten und ungezählten Verletzten dieser Schlacht zum Beginn der Lübecker Franzosenzeit. Die Lübecker Ärzte trafen sich zunächst lose in der Ratsapotheke und beratschlagten die gemeinsamen Hinweise an den Rat der Stadt zum Umgang mit der eingetretenen kritischen Situation. Daraus entstand der Wunsch nach einer festen Struktur, der im Oktober 1809 unter den maßgeblichen Gründern dem Stadtphysicus Theodor Friedrich Trendelenburg (1755–1827) und Georg Heinrich Behn (1773–1855) als „treibende Kraft“ mit zehn weiteren Medizinern, also allen Lübecker Ärzten, umgesetzt wurde. Darunter
- Matthias Ludwig Leithoff (1778–1846), Orthopäde mit erstem Orthopädischen Institut im Brömserhof
- Heinrich Wilhelm Danzmann (1759–1843), zusammen mit dem Arzt Nikolaus Heinrich Brehmer und acht weiteren Aktionären 1802 auch Gründer der Seebadeanstalt Travemünde
- Jacob August Schetelig (1764–1833), Mitgründer der Seebadeanstalt in Travemünde, 1811–1813 Mitglied des Lübecker Munizipalrats
- Christian Joachim Carstens (1781–1814), Arzt und Hebammenlehrer

Das Motto der Gründung des Ärztlichen Vereins war: 

„Ein Einzelner hilft nicht, sondern wer sich mit Vielen zur rechten Stunde vereinigt!“

Trendelenburg (1778 in Göttingen)
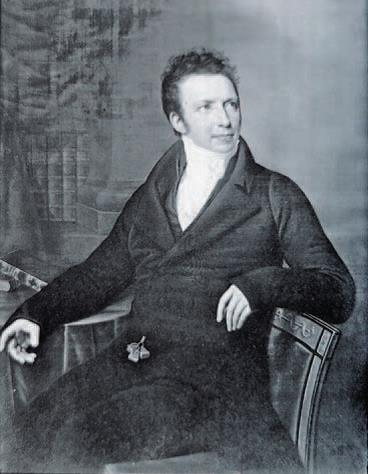
Behn
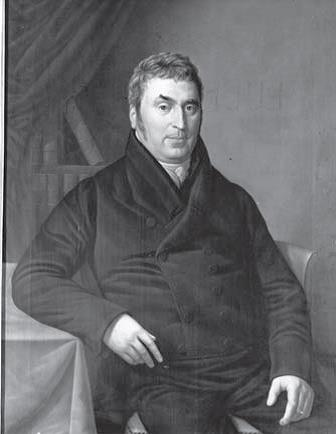
Leithoff

Eine ähnliche Belastung wie im Jahre 1806 ergab sich für die Lübecker Ärzte im Jahr 1814, als Lübeck etliche der 30000 Hamburger aufnahm, die Marschall Davoust aus der Festung Hamburg zu Weihnachten 1813 ausgesperrt hatte. Mit Carstens und Köster starben zwei Lübecker Ärzte in dieser Zeit an Lazarettfieber und ein dritter, Behns Freund und Kollege Matthias Ludwig Leithoff, konnte nur knapp gerettet werden.
1909 feierte der Verein die ersten 100 Jahre seines Bestehens. Zu diesem Jubiläum erschien die erste Geschichte des Vereins und der 37. Deutsche Ärztetag 1909 fand zu Ehren des Vereins bei seinem 100sten Stiftungsfest in Lübeck statt.
In der Zeit des Nationalsozialismus wurde der Verein im Zuge der Gleichschaltung 1936 aufgelöst. Er wurde 1945 unter der Britischen Militärregierung zunächst als Teil der Ärztekammer Schleswig-Holstein neu begründet und hat seit einer Neustrukturierung 1953 nur noch deren Unterstützung als Förderzweck in der Vereinssatzung.
Mit dem 62. Deutschen Ärztetag 1959 fand zum zweiten Mal zu Ehren des Vereins bei seinem 150sten Stiftungsfest ein Ärztetag in Lübeck statt. Bei dieser Gelegenheit wurde auch Peter Monnik geehrt, ein Lübecker Ratsschreiber des 15. Jahrhunderts mit Sinn für Geisteskranke, nach dem der Peter-Monnik-Weg in Lübeck zum 150. Stiftungsfest des Vereins benannt wurde.
Der Verein hat heute ca. 450 Mitglieder und seine Geschäftsstelle an der Parade in Lübeck.

## Weitere Mitglieder (Auswahl)
- Johann Christian Jeremias Martini (1787–1841), Chirurg, erster Neuzugang 1817 nach Gründung, Mitglied Nr. 13[5][6]

- Carl Philipp Gütschow (1794–1838), Leiter des Irrenhauses in der Wakenitzstraße, in den Buddenbrooks als Dr. Grabow beschrieben
- Heinrich Grabau (1795–1829), Mitglied ab 1820, auch als Botaniker aktiv, starb während einer Typhus-Epidemie
- Robert Christian Avé-Lallemant

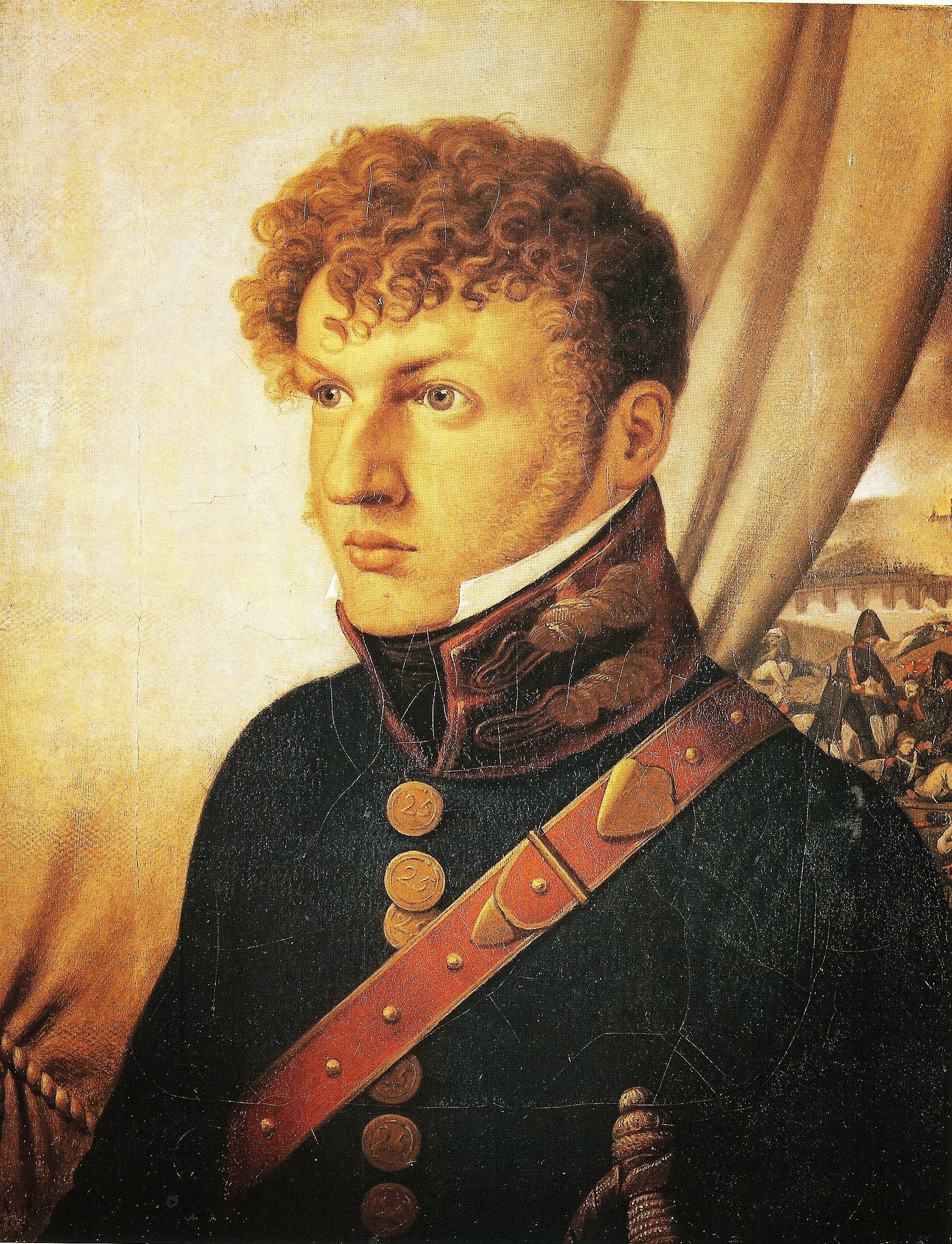
Martini
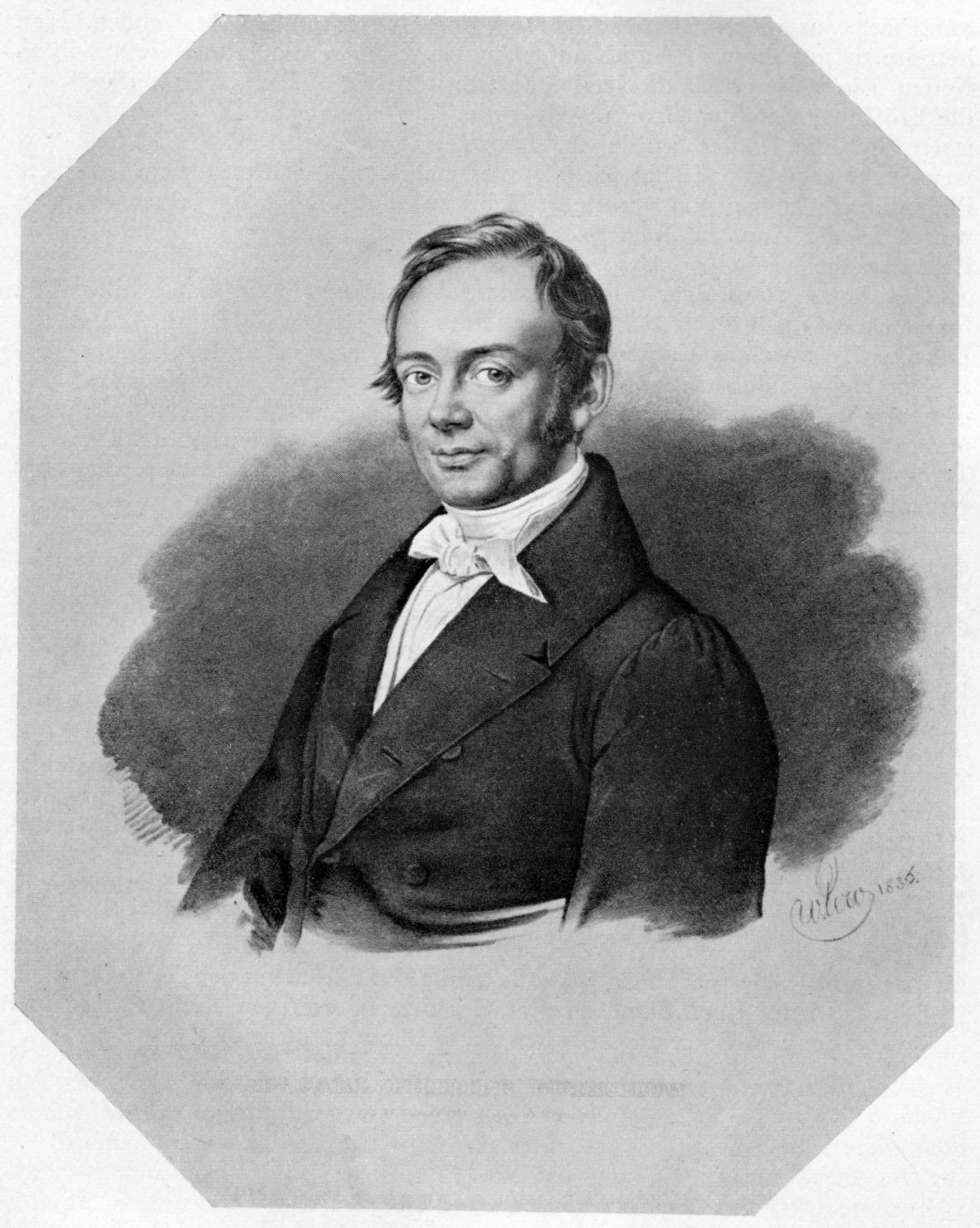
Gütschow
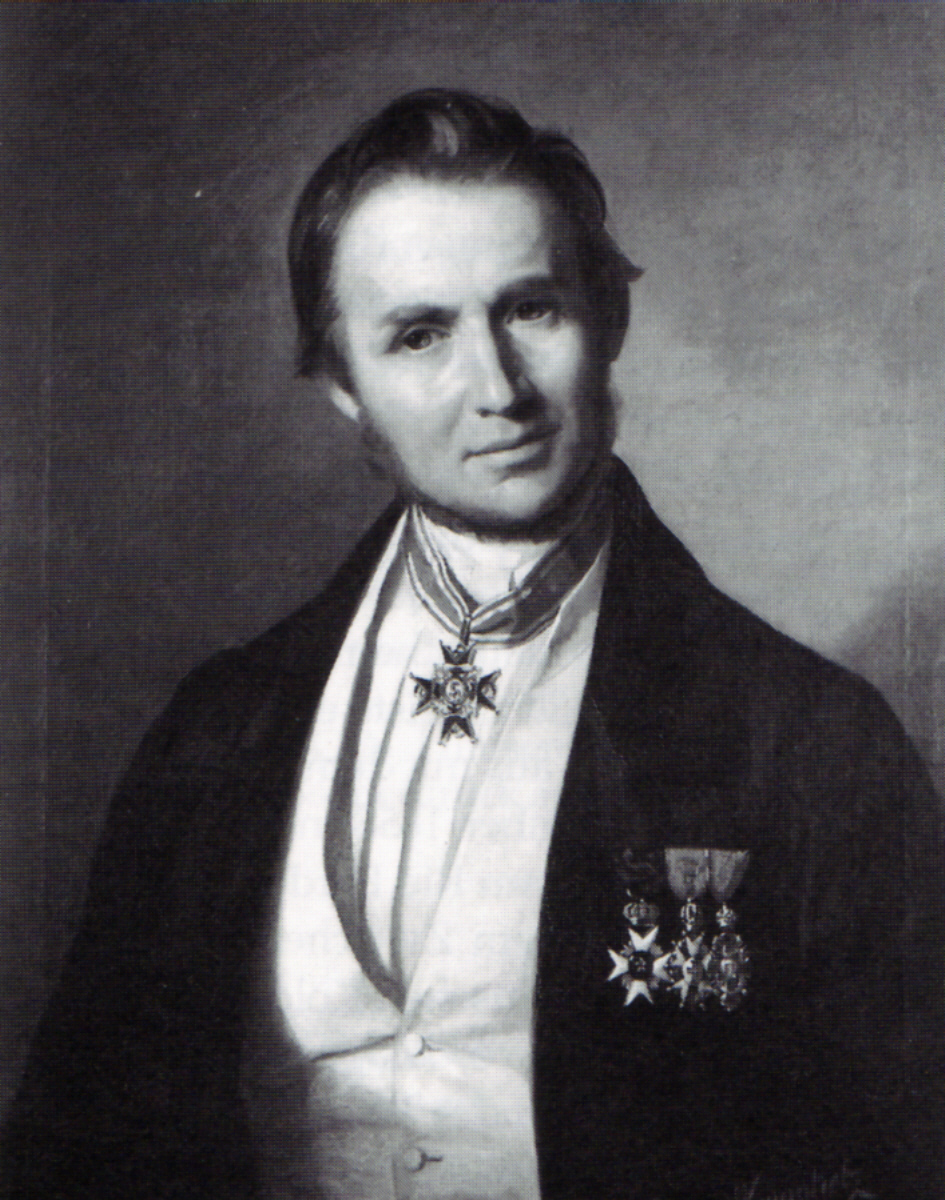
Avé-Lallemant
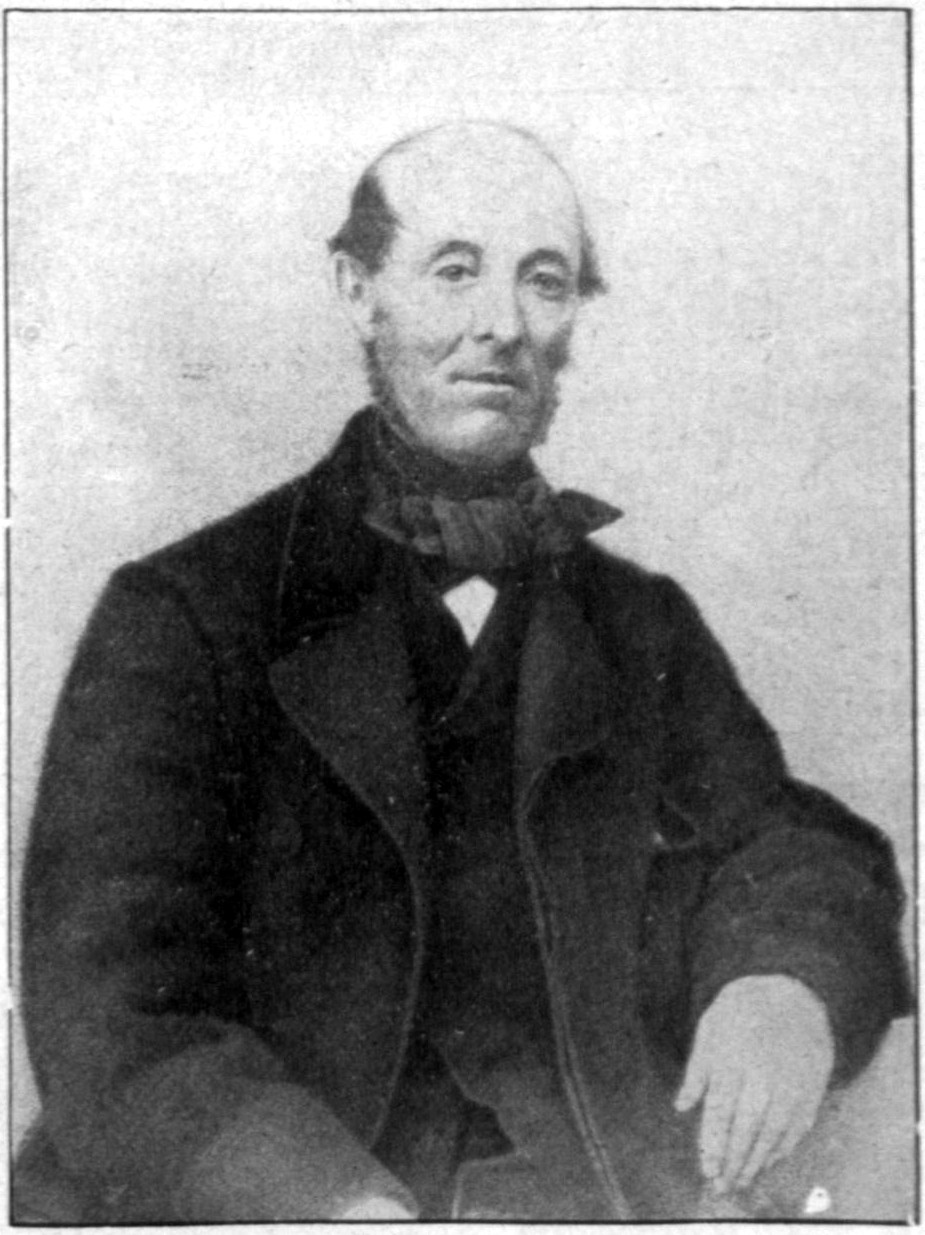
von Bippen
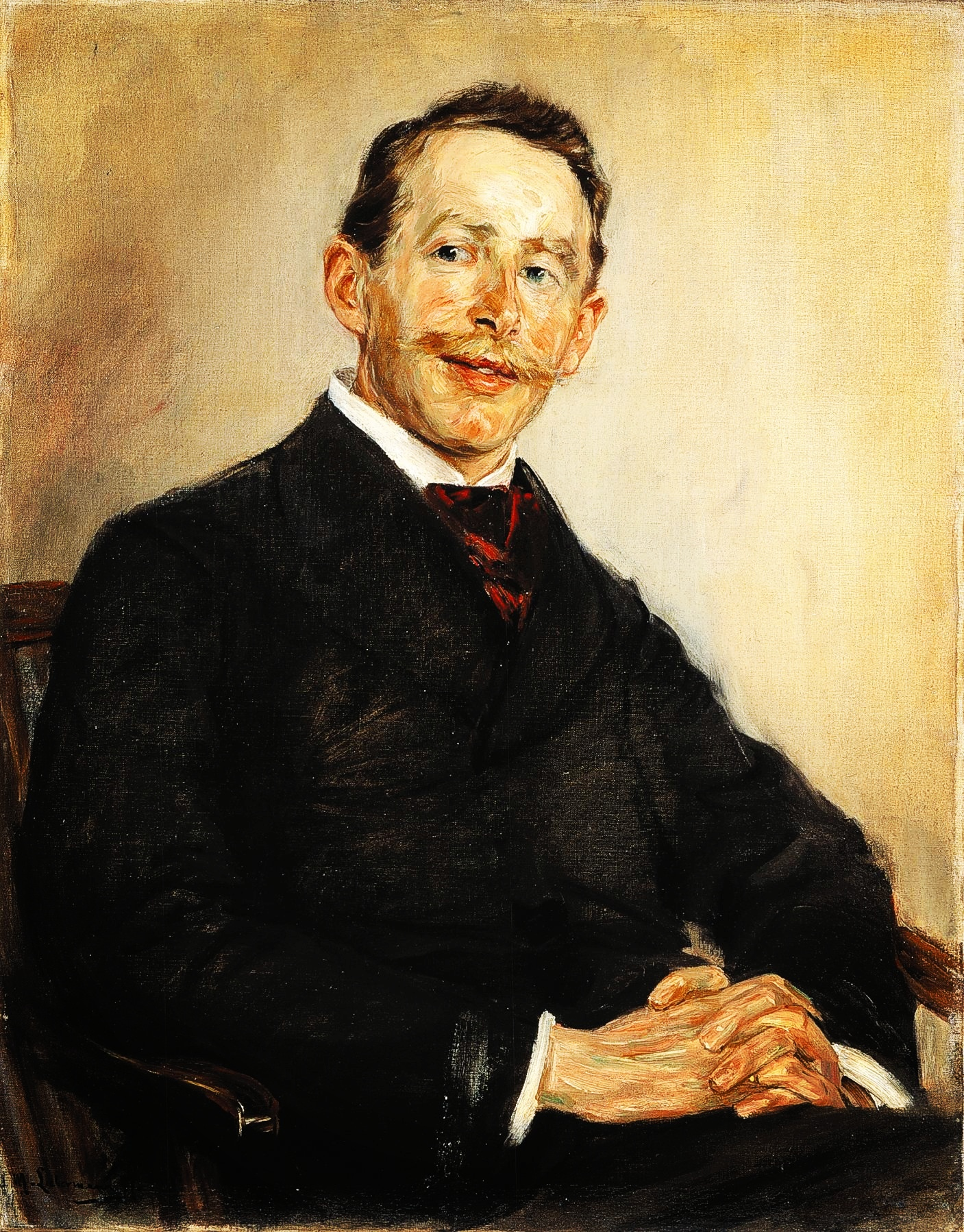
Linde
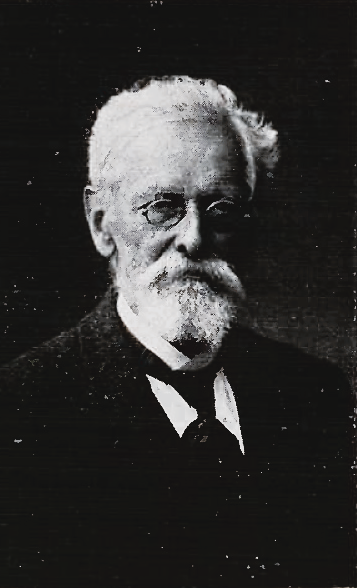
Pauli

- Friedrich Lieboldt (1806–1878), Badearzt in Travemünde
- Georg Bernhard Eschenburg (1811–1886), Praktischer Arzt in Lübeck, Leiter der Lübecker Heilanstalt 1838–1888, Nachfolger Gütschows
- Wilhelm von Bippen (1808–1865)
- William Henry Newman-Sherwood (1812–1872)
- Emil Cordes (1829–1900)
- Carl Türk (1838–1890), Mitglied seit 1860, ab 1880 Stadtphysicus, Vorsitzender 1880, 1883, 1887
- Ephraim Adler (1855–1910)
- Eugen Plessing (1857–1921)
- Rudolf Struck (1861–1935)[7]
- Max Linde (1862–1940)
- Theodor Eschenburg (1853–1921), Sohn von Georg Bernhard Eschenburg (1811–1886)[8]
- Philipp Pauli (1855–1935), Kinderarzt[9]
- Walter Schlodtmann (1870–1940)[10]
- Otto Roth (1863–1944)
- Richard Karutz (1867–1945)
- Georg Deycke (1865–1938) und Ernst Altstaedt (1885–1953) → Lübecker Impfunglück
- Johannes Enge, Begründer und erster Direktor der Heilanstalt Strecknitz
- Oskar Wattenberg, Heilanstalt Strecknitz
- Bern Carrière (1921–2015), Psychiater

## Bibliothek

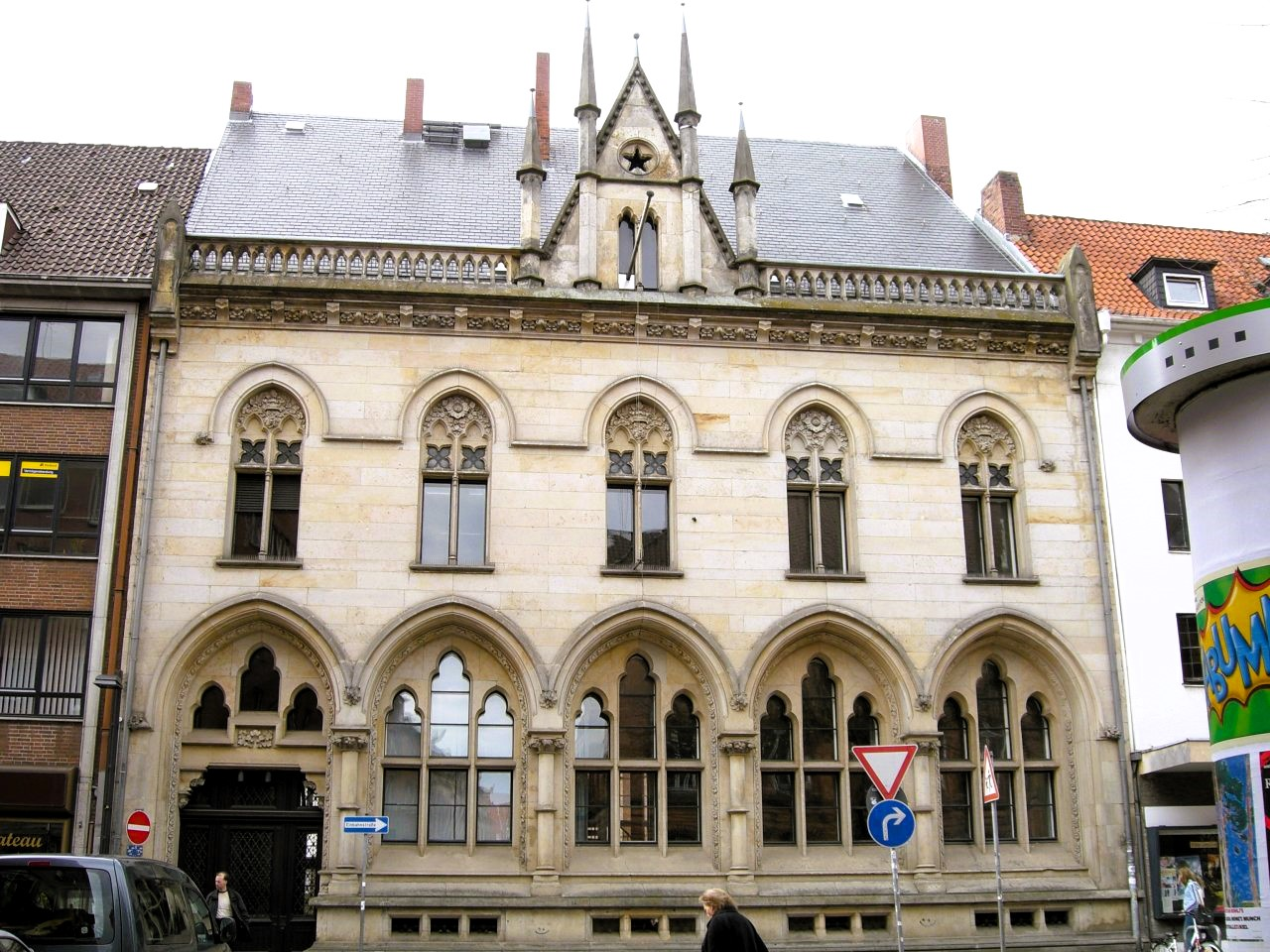
Institut für Medizin- und Wissenschaftsgeschichte in Lübeck

Eine der Keimzellen des Vereins war die 1805 gegründete ärztliche Lesegesellschaft; 1819 kam es zur Gründung einer eigenen Bibliothek, die im Laufe des 19. und frühen 20. Jahrhunderts laufend erweitert wurde und an verschiedenen Standorten untergebracht war, zunächst in der Ratsapotheke, dann im Schulcollegien-Witwenhaus oder Attendornstift in der Glockengießerstraße 4 und zeitweilig auch im Gerichtsgebäude in der Großen Burgstraße. Diese Bibliothek des Ärztlichen Vereins wurde 1922 von der Stadtbibliothek Lübeck durch Bemühungen ihres Direktors Willy Pieth erworben. Sie umfasst ca. 30.000 Bände seit dem 16. Jahrhundert, und in ihr haben sich offenbar auch einzelne komplette Gelehrtenbibliotheken, wie die von Joachim Scholvien (promoviert 1715), erhalten. Seit 1993 wird die Bibliothek zusammen mit dem vor 1971 erworbenen medizinischen Altbestand der Stadtbibliothek als Dauerleihgabe in der Bibliothek des Instituts für Medizin- und Wissenschaftsgeschichte der Universität Lübeck in der Königstraße verwahrt.

## Veröffentlichungen
- Lübeck: Festschrift den Theilnehmern der 67. Versammlung Deutscher Naturforscher und Ärzte, gewidmet von dem Arztlichen Verein und dem Naturwissenschaftlichen Verein zu Lübeck. Lübeck: Rahtgens 1895